# コジャーティン
コジャーティン（ウクライナ語: Козятин）はウクライナのヴィーンヌィツャ州コジャーティン地区にある都市。フーイヴァ川の河岸に位置する。都市の高さは海抜307 mである。面積は12.5 km²。人口は22,241人 (2022年1月1日)。
コジャーティンは1870年に創建された。1874年に市制施行された。
市内ではКозятин駅がある。首都キエフまでの直線距離は145 kmであるが、鉄道で165 km、車道で192 kmとなっている。州庁所在地までの直線距離は59 km、鉄道で64 km、車道で75 kmとなっている。コジャーティンの日は、7月の最初の土曜日となっている。

## コジャーティン駅のギャラリー

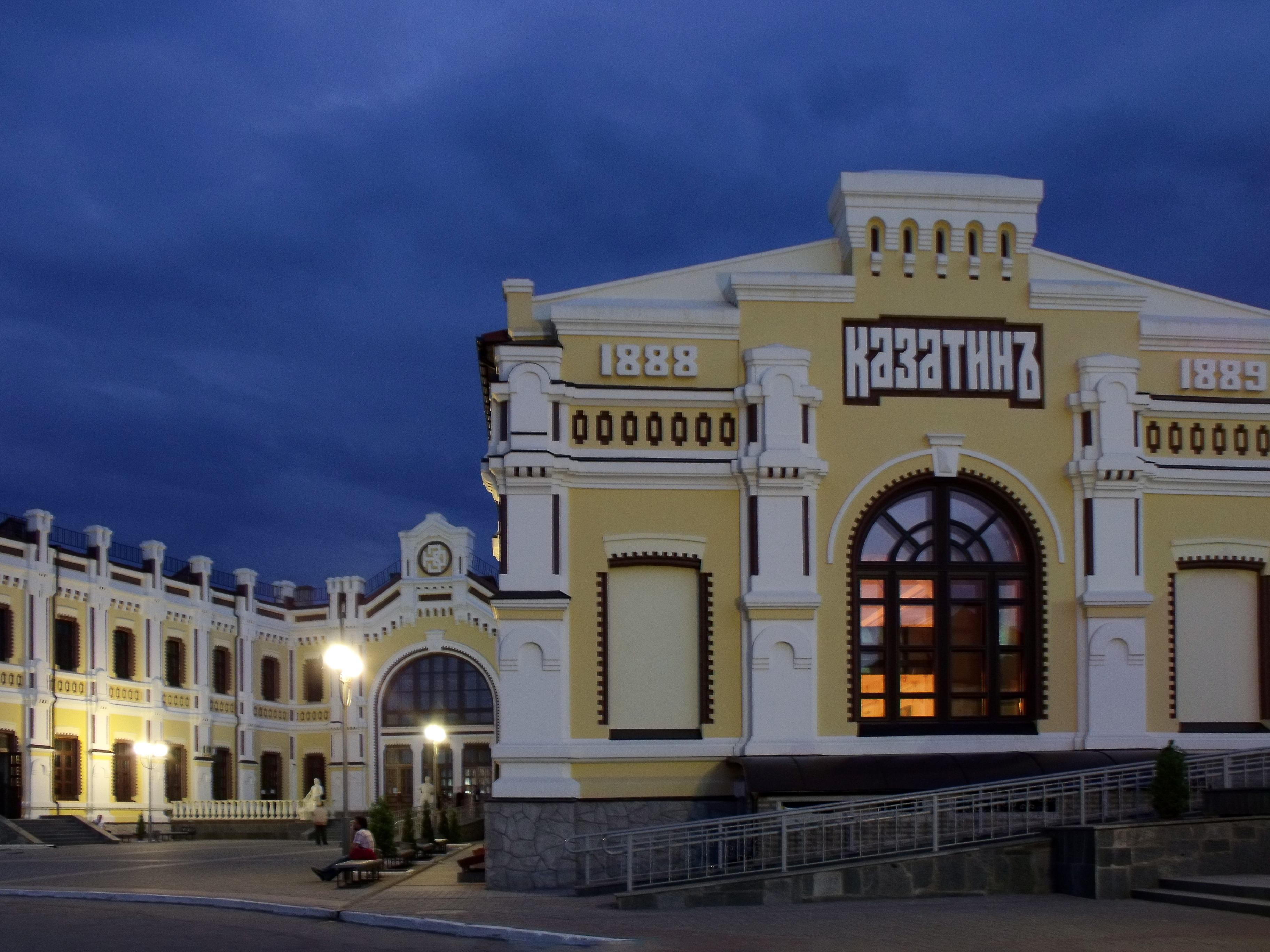
コジャーティン駅
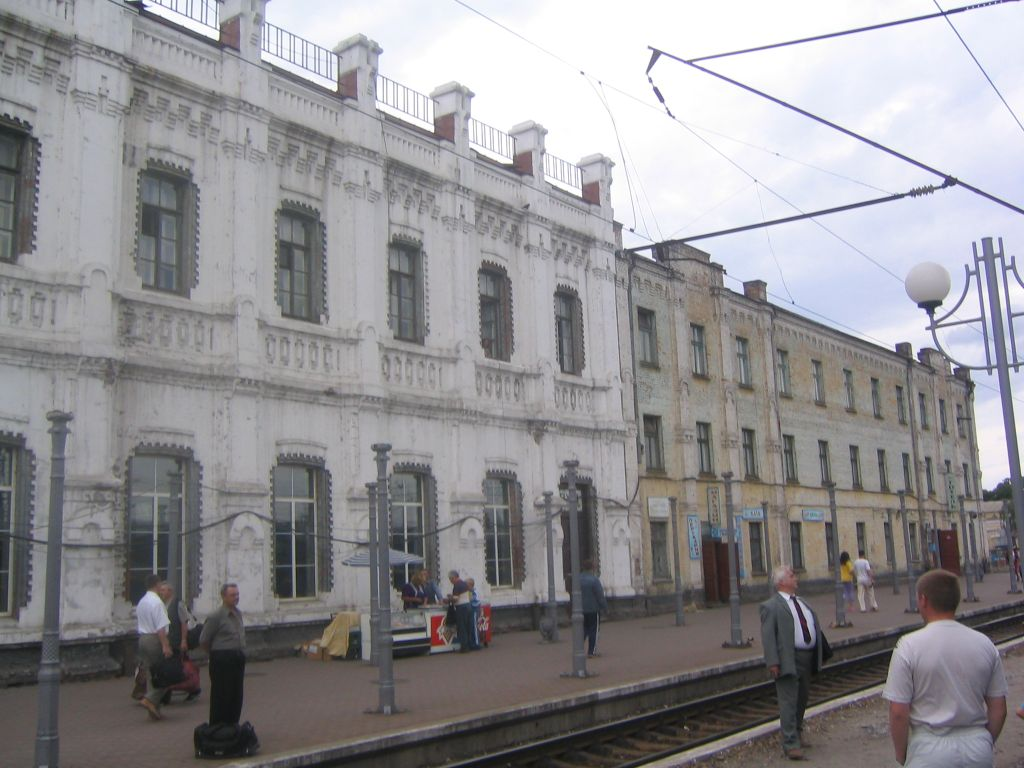
修復前のコジャーティン駅
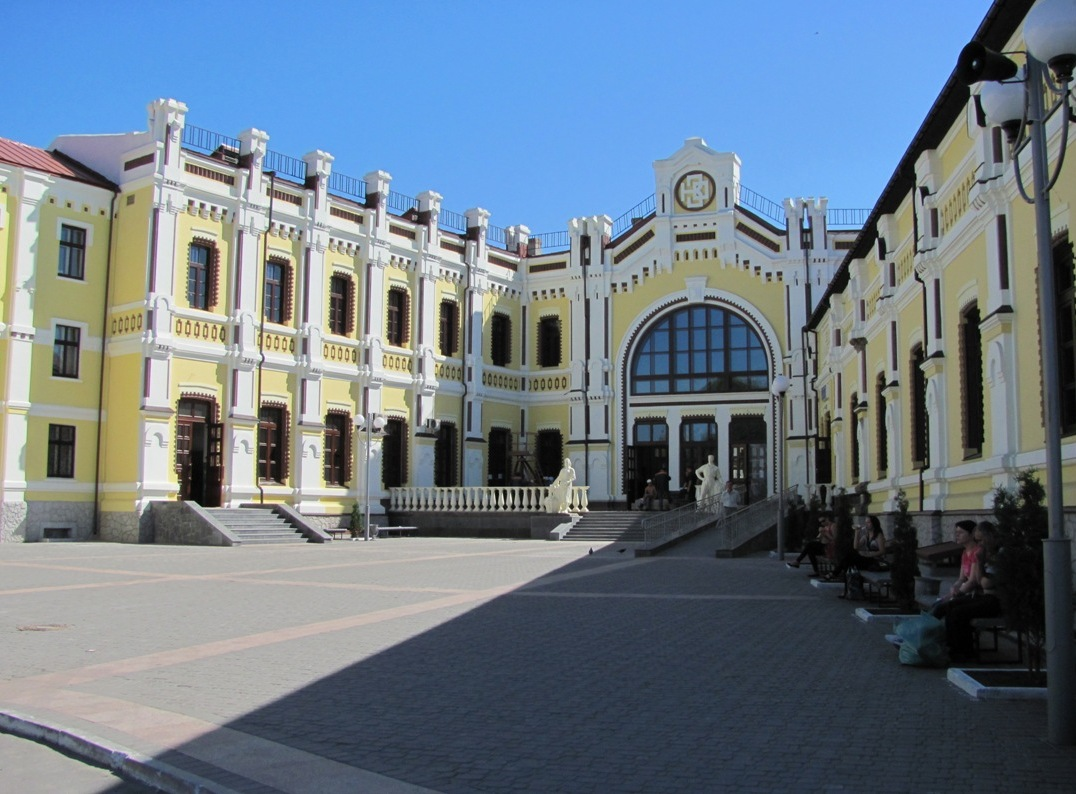
中央入り口と駅前広場
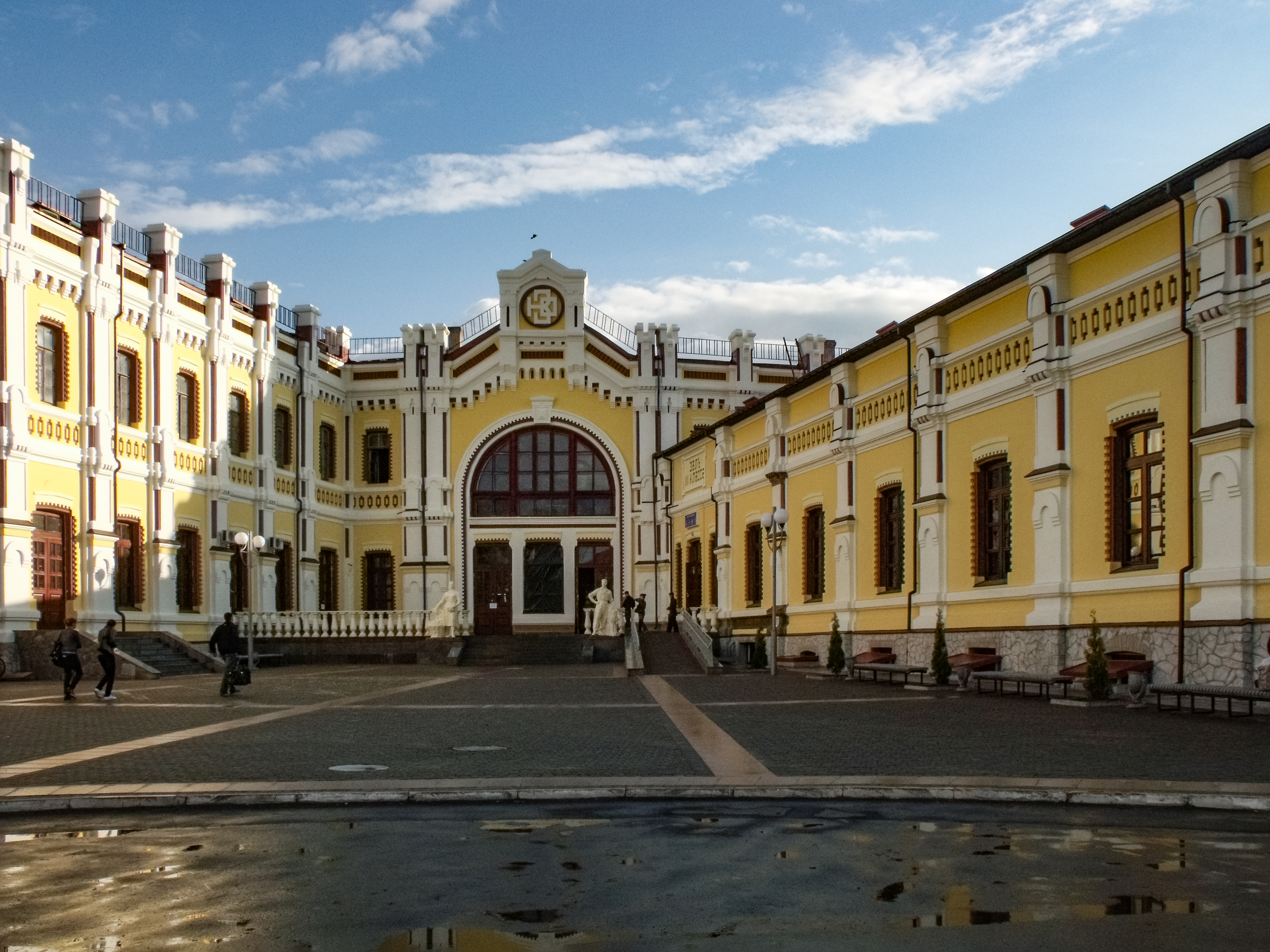
コジャーティン駅中央入り口と駅前広場 別のアングルより
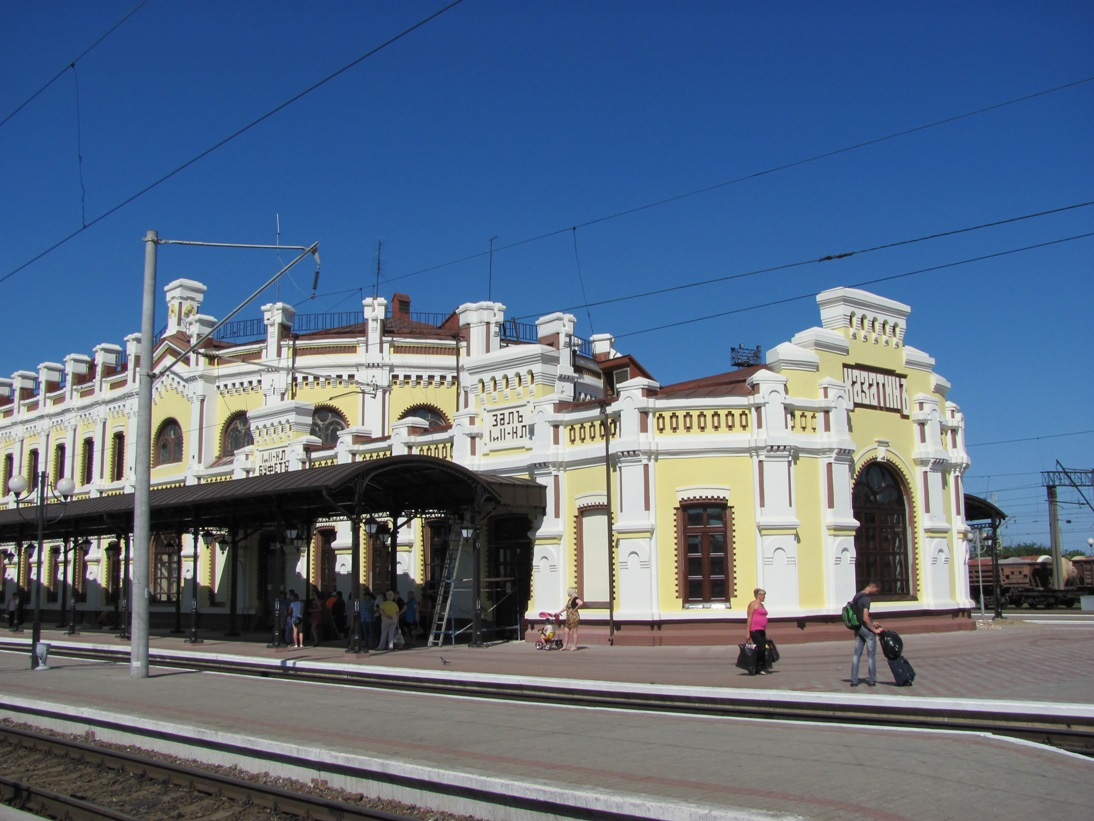
シェペティウカ（ウクライナ語版）行プラットフォーム
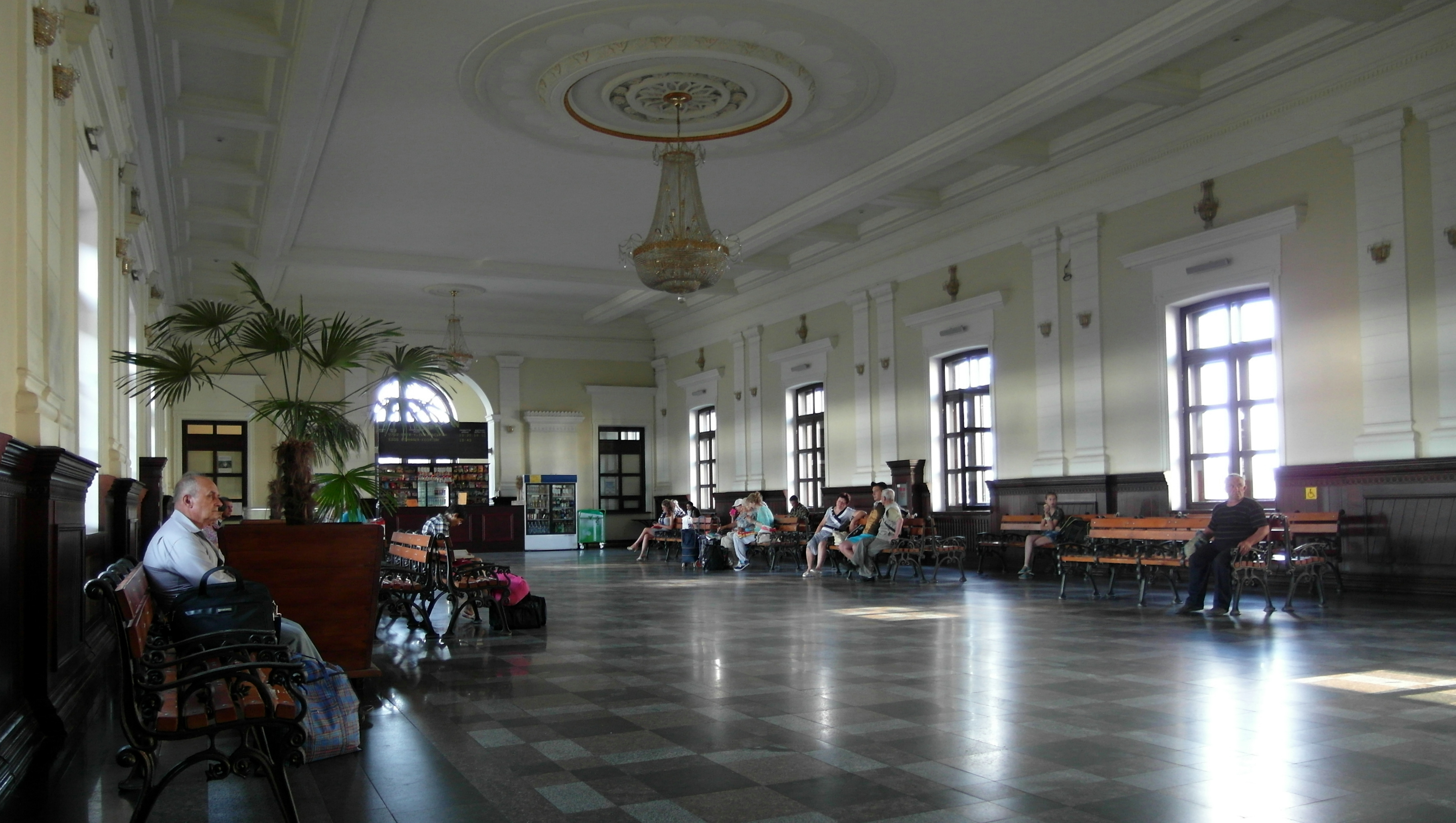
駅の内部
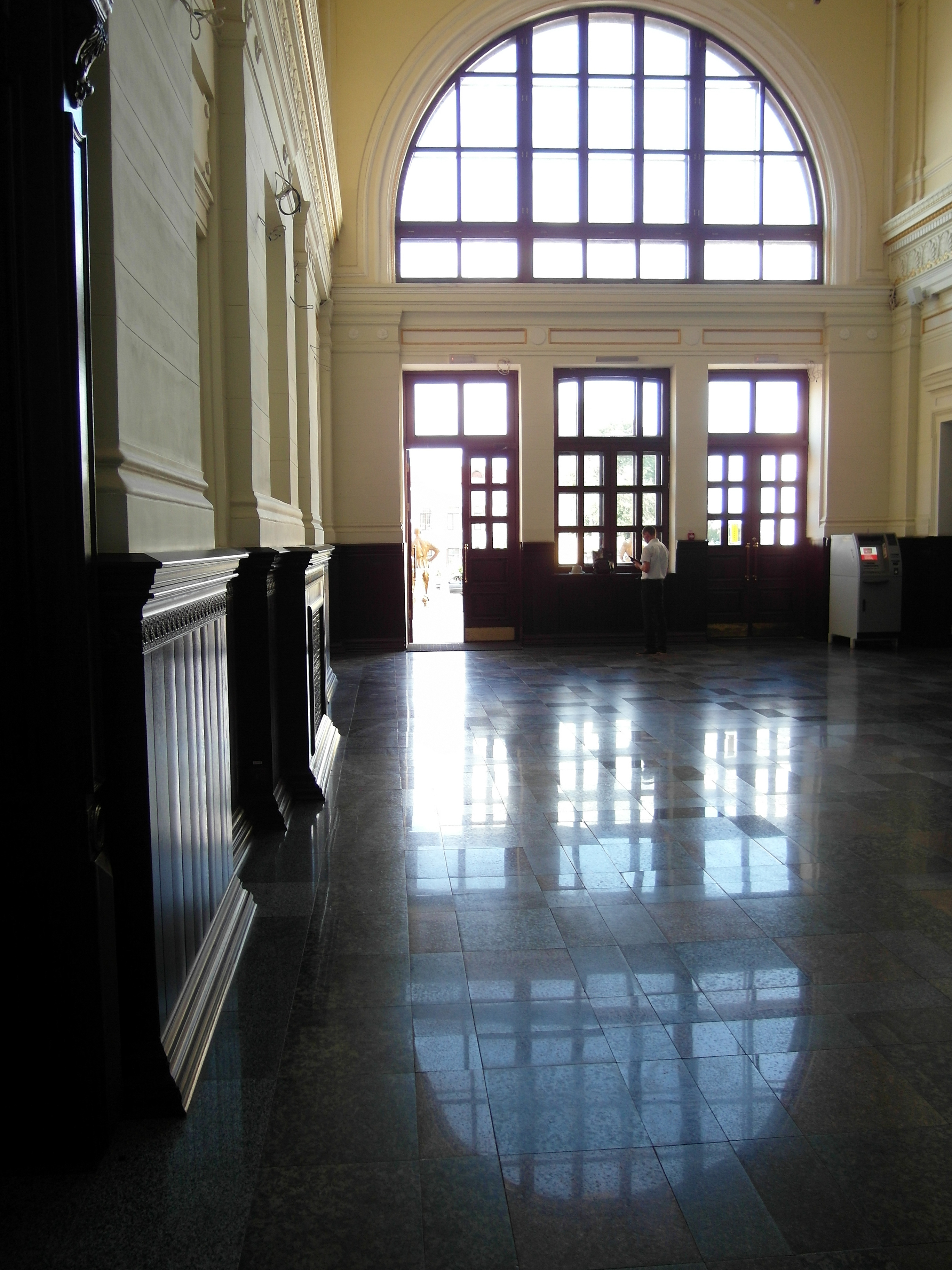
駅の内部（メーン・ロビー）

## 姉妹都市
- クラスノゴルスク、ロシア
- Leżajsk、ポーランド